# Síndrome de Arlequín
El síndrome de Arlequín, también conocido como " signo de arlequín ", es una condición caracterizada por sudoración asimétrica y enrojecimiento en la región torácica superior del tórax, el cuello y la cara. El síndrome de Arlequín se considera una lesión al sistema nervioso autónomo (SNA). El SNA controla procesos naturales del cuerpo como la sudoración, el enrojecimiento de la piel y la reacción de las pupilas a los estímulos. Los individuos con este síndrome tienen una ausencia del enrojecimiento por sudor de la cara de un solo lado (unilateral), normalmente en un lado de la cara, de los brazos y del tórax. Es un trastorno que puede aparecer a cualquier edad.
Es más probable que los síntomas asociados con el síndrome de Arlequín aparezcan más en las siguientes condiciones: ejercicios vigorosos, ambientes cálidos y situaciones emocionales intensas. Mientras que un lado del cuerpo suda y enrojece adecuadamente dada la condición, el otro lado del cuerpo presenta una ausencia de estos síntomas.
El síndrome de Arlequín puede ser el resultado de una simpatectomía torácica endoscópica unilateral (STE) o de una cirugía de bloqueo simpático endoscópico (BSE). También puede observarse como una complicación de la oxigenación por membrana extracorpórea venoarterial (OMEC). Esto implica una hipoxemia diferencial (niveles bajos de oxígeno en la sangre) en la parte superior del cuerpo en comparación con la parte inferior.

## Signos y síntomas
El "signo de Arlequín" es la sudoración unilateral y enrojecimiento de la cara, el cuello y la parte superior del tórax, normalmente después de la exposición al calor o un esfuerzo extenuante. El síndrome de Horner, otro problema relacionado con el sistema nervioso simpático, se encuentra frecuentemente en conjunción con el síndrome de Arlequín. [cita requerida]
Como el síndrome de Arlequín está relacionado con una disfunción en el sistema nervioso autónomo, los síntomas principales son los siguientes: la ausencia de sudor (anhidrosis) y el enrojecimiento en un lado de la cara, el cuello o el área torácica superior. Además, otros síntomas incluyen las cefaleas en racimos, la lacrimación de los ojos, el goteo nasal, las contracciones anormales de las pupilas, la debilidad en los músculos del cuello y la caída de un lado del párpado superior.

## Causas
Una posible causa del síndrome de Arlequín es una lesión de las fibras simpáticas cervicales preganglionares o posganglionares en las neuronas parasimpáticas del ganglio ciliar. También se cree que la torsión (giro) de la columna vertebral torácica puede provocar un bloqueo de la arteria radicular anterior resultando en el síndrome de Arlequín. El déficit simpático en el lado denervado causaanhidrosis (ausencia de sudoración). También, los pacientes con el síndrome de Horner pueden sufrir de eso. El déficit parasimpático en el lado denervado causa que el enrojecimiento aparezca más pronunciado en el otro lado. Sigue siendo dudoso sí la respuesta del lado no afectado era normal o excesiva, pero se cree que puede ser una reacción del cuerpo tratando de compensar el lado dañado y mantener la homeostasis.

## Mecanismo
Aunque el mecanismo exacto del síndrome de Arlequín aún no está claro, es importante comprender a qué afecta este síndrome.. Se piensa que la mayoría de los casos ocurren cuando se lesionan los nervios de la cabeza y el cuello. Estos nervios son capaces de enviar un potencial de acción desde elsistema nervioso autónomo al resto del cuerpo. Sin embargo, los potenciales de acción de este sistema no son recibidos por la segunda o tercera vértebra torácica, que inerva la cara, el cuello y la parte superior del tórax.

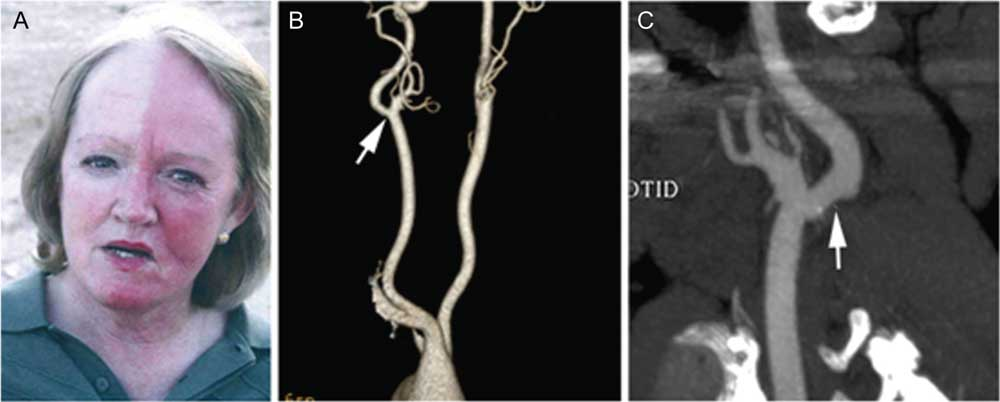
La causa del síndrome de Arlequín es un defecto en la inervación simpática.

Los daños o lesiones cerca de T2 o T3 pueden estar entre el ganglio estrellado y el ganglio cervical superior. Aquí es donde observaremos ausencia de sudor y enrojecimiento de la piel en un lado de la cara, el cuello y la parte superior del tórax.[cita requerida]

## Diagnóstico
El diagnóstico del síndrome de Arlequín se realiza cuando el individuo presenta signos y síntomas consistentes de la afección, por lo tanto, se realiza mediante observación clínica. Además, a veces un neurólogo o médico de cabecera requiere una resonancia magnética (IRM) para descartar trastornos similares, como el síndrome de Horner, el síndrome de Adie y el síndrome de Ross. En una resonancia magnética, el radiólogo puede observar las zonas cercanas al cerebro o la médula espinal en busca de lesiones o cualquier daño en las terminaciones nerviosas. También es importante que el médico descarte causas de trauma con pruebas de la función autónoma. Estas pruebas son las siguientes:la prueba de mesa basculante, la medición de la presión arterial ortostática, la prueba de cabeza elevada, la maniobra de Valsalva, la prueba del sudor termorregulador, la evaluación de reflejos tendinosos y el electrocardiograma (ECG). También puede usar una tomografía computarizada del corazón y los pulmones para descartar una lesión estructural subyacente. El historial médico del individuo debe considerarse cuidadosamente.[cita requerida]

## Tratamiento y pronóstico
El síndrome de Arlequín no es debilitante, por lo que normalmente el tratamiento no es necesario. En los casos en que el individuo pueda sentirse socialmente avergonzado, se puede considerar la simpatectomía contralateral, aunque puede producirse enrojecimiento y sudoración compensatorios de otras partes del cuerpo. En la simpatectomía contralateral, se interrumpen los nervios que causan el enrojecimiento en la cara. Este procedimiento hace que ambos lados de la cara ya no suden o enrojezcan. Dado que los síntomas del síndrome Arlequín normalmente no afectan la vida diaria este tratamiento solo se recomiendan sí alguien está muy incómodo con el enrojecimiento y la sudación asociadas con el síndrome.

## Epidemiología
El síndrome de Arlequín afecta a menos de 1000 personas en los Estados Unidos de América. La frecuencia reportada es menos de 1 caso por cada 1.000.000.

## Investigación
En agosto de 2016, investigadores del Instituto de Assistência dos Servidores do Estado do Rio de Janeiro usaron toxina botulínica como método para bloquear la liberación de acetilcolina de las neuronas presinápticas. Aunque han observado una reducción del enrojecimiento unilateral, la sudoración sigue produciéndose.
Hay casos de individuos que han experimentado este síndrome después de una operación. A dos pacientes femeninas con cáncer metastásico de  37 y 58 años de edad, se les programó la colocación de un sistema de administración de medicamentos por bomba intratecal. Después de la colocación de la bomba intratecal, se administraron algunos medicamentos a las pacientes. Cuando se administraron los medicamentos, ambos pacientes presentaron enrojecimiento facial unilateral, muy parecido al síndrome de Arlequín. Se realizaron exámenes neurológicos a los pacientes para confirmar que sus nervios seguían intactos. Una resonancia magnética no indicó evidencias significativas de sangrado o compresión de los nervios. Después de 16 horas de observación cercana, los síntomas del síndrome de Arlequín disminuyeron y ambos pacientes no volvieron a tener otro episodio.
Otro estudio de caso se basó en un niño de 6 años que acudió a un centro ambulatorio por enrojecimiento unilateral durante o después de la actividad física o la exposición al calor. Los signos vitales, las pruebas de laboratorio y las tomografías computarizadas fueron normales. Junto con el enrojecimiento, lapupila derecha tenía un tamaño de 1.5 mm mientras que la izquierda era de 2.5 mm. Sin embargo, no se observó ptosis, miosis ni enoftalmos . El paciente también tuvo una resonancia magnética para descartar una lesión cerca del cerebro o de la médula espinal. No se observaron anomalías y la paciente no recibió ningún tratamiento. La paciente fue diagnosticada de síndrome de Arlequín idiopático. 
Aunque el mecanismo aún no está claro, la fisiopatología de esta afección, una observación atenta y la seguridad son factores vitales para el éxito del tratamiento.

## Epónimo
El nombre del síndrome se atribuye a Lance y Drummond, que se inspiraron en el parecido de los rostros medio sonrojados de los pacientes con las coloridas máscaras de Arlequín.